# Amari (Kreta)
Amari (Grieks: Αμάρι) is een gemeente (dimos) op het Griekse eiland Kreta. Het bestuurscentrum van de gemeente ligt in de plaats Agia Foteini.

## Geschiedenis
Amari (Grieks: Αμάρι) is sedert 2011 een fusiegemeente in de Griekse bestuurlijke regio (periferia) Kreta.
De twee deelgemeenten (dimotiki enotita) van de fusiegemeente zijn:
- Kourites (Κουρήτες)
- Syvritos (Σύβριτος)